# Eastmancolor
Eastmancolor, Истменколор — торговое название технологий, связанных с производством и лабораторной обработкой цветных многослойных киноплёнок компании Eastman Kodak. Бренд «Истменколор» впервые появился в 1950 году, и стал одной из первых  хромогенных технологий цветного кинопроизводства на одной киноплёнке, заменив сложный и дорогой гидротипный процесс Technicolor на трёх киноплёнках. «Истменколор» также использовался разными кинокомпаниями под другими названиями, такими как DeLuxe Color, Warnercolor, Metrocolor, Pathécolor, Columbiacolor и другие. Все фотоматериалы этого бренда и процессы их обработки предназначены для цветного кинематографа, и не совместимы с процессом C-41 для цветной фотографии.

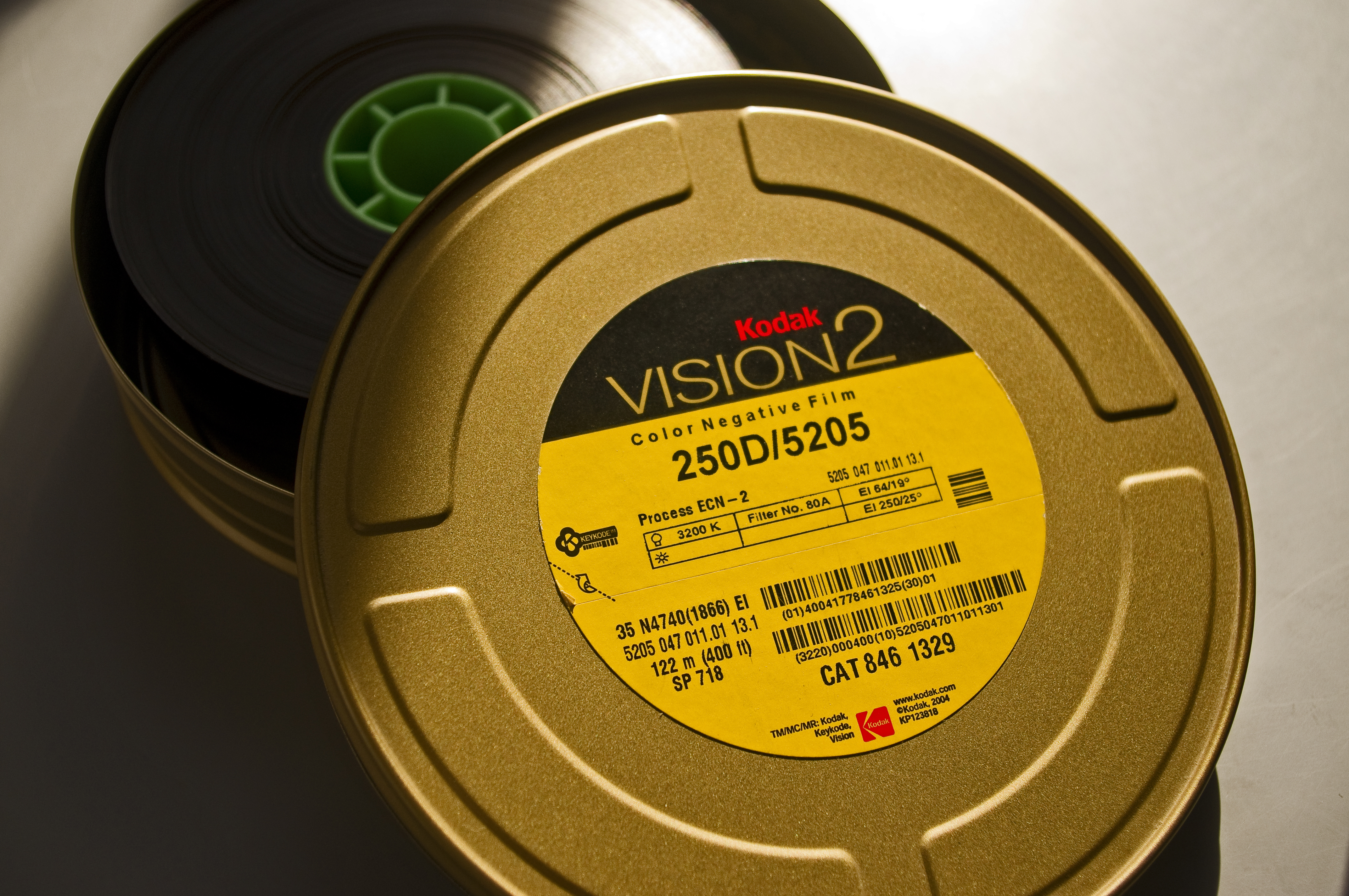
Негативная киноплёнка Kodak Vision типа Eastmancolor

## Eastman Color Negative
Eastman Color Negative (ECN) — технология обработки цветных многослойных негативных киноплёнок семейства «Истменколор», разработанный компанией Kodak в 1950 году. Негативные и контратипные киноплёнки, созданные для обработки по этому процессу, имели принципиально новые окрашенные цветообразующие компоненты вместо бесцветных, и впервые поддерживали внутреннее маскирование, запатентованное в 1942 году химиком Уэсли Хэнсоном. Проявленная киноплёнка имеет на неэкспонированных участках оранжевую окраску из-за маски, устраняющей ошибки цветоделения. Благодаря этому, технология «Истменколор» обеспечивает более точную цветопередачу, чем предыдущие хромогенные процессы с неокрашенными цветообразующими компонентами, такие как Agfacolor Neu 1939 года. 
Исходный процесс, известный как ECN-1, использовался с начала 1950-х до середины 1970-х годов, и был рассчитан на низкотемпературное проявление при 25 °C, занимающее от 7 до 9 минут. По мере появления новых сортов киноплёнки с более устойчивыми к высокой температуре обрабатывающих растворов эмульсиями, процесс был ускорен, а выбросы экологически вредных веществ снижены.
Усовершенствованный процесс, рассчитанный на скоростную проявку при температуре 41,1 °C в течение трёх минут, получил название ECN-2 и используется в кинопроизводстве до сегодняшнего дня. Это общемировой стандарт обработки любых негативных киноплёнок, включая Fujifilm и все остальные. Современные киноплёнки несовместимы со старым стандартом ECN-1 и должны обрабатываться только по новому процессу, рассчитанному на проявочные машины высокой производительности.
Все сорта киноплёнок Eastmancolor с самого начала изготавливались на основе из триацетата целлюлозы, и никогда не использовали пожароопасную нитратную подложку, запрещённую с 1952 года. Такая подложка удобнее, чем более современная полиэфирная при монтаже рабочего позитива и негатива, поскольку легко склеивается внахлёст по межкадровому штриху. Фрагменты киноплёнки на полиэфирной основе можно соединить лишь сваркой или клейкой лентой, что допустимо только при ремонте фильмокопий.

## Eastman Color Positive
Eastman Color Positive (ECP) — процесс обработки позитивных киноплёнок, предназначенных для изготовления фильмокопий, и входящих в семейство «Истменколор». Процесс ECP не используется для обработки дубль-позитивов на контратипных киноплёнках, которые имеют оранжевую маску внутреннего цветоделения и непригодны для театральной кинопроекции. Такие киноплёнки обрабатываются по негативному процессу ECN.
Первая позитивная плёнка Eastmancolor была представлена в 1950 году, и она обрабатывалась по первой версии процесса, известного как ECP-1. Этот процесс предполагал невысокую скорость обработки при температуре 21,11 °C (70 ℉), а полный цикл занимал 45 минут. В 1966 году созданы киноплёнки с более устойчивыми к высокой температуре эмульсиями, и появилась возможность ускорить процесс: теперь цикл обработки занимал 28 минут при температуре 23,89 °C (75 ℉). В 1967 году температуру повысили до 26,67 °C (80 ℉), сократив общее время до 20 минут. Исходный процесс ECP-1 использовался с 1950-х до середины 1970-х годов.
В 1974 году были представлены цветная киноплёнка Eastman SP 5383/7383 и процесс ECP-2, отличающиеся значительным сокращением времени обработки по сравнению с процессом ECP-1: 10 минут при 36,37 °C (98 ℉). Процесс ECP-2 дешевле и экологичнее предыдущего. За счёт исключения большинства стадий промывки резко сократились сброс воды, а также химическое и биологическое потребление кислорода. Сокращение длительности обработки привело к увеличению скорости киноплёнки в проявочных машинах, и укоротило их лентопротяжный тракт. Уменьшение габаритов машин позволило сократить занимаемую площадь, а возросшая производительность уменьшила капитальные затраты.
Обновленный процесс ECP-2 стал стандартным процессом проявки для всех современных цветных киноплёнок, включая Fuji и других производителей плёнок, не входящих в группу Kodak. Для современных позитивных киноплёнок используется новейшая версия процесса ECP-2E. Процесс ECP-2 не совместим с предыдущим ECP-1, непригодным для обработки современных киноплёнок.
Разные версии процессов обработки могут включать отличное друг от друга количество шагов, включающие проявление, отбеливание, фиксирование, стабилизацию, сушку и смазку носителя для лучшей сохранности. Так, версия ECP-2D, в отличие от стандартной ECP-2E, состоящей из 11 стадий, имеет ещё 5 дополнительных, включая операции отдельного проявления и фиксирования аппликаторными роликами серебросодержащей оптической фонограммы.